# Королюк, Александр Михайлович
Александр Михайлович Королюк (8 октября 1938, Ленинград — 1 февраля 2025) — советский и российский учёный-медик, микробиолог и иммунолог, организатор здравоохранения и медицинской науки, доктор медицинских наук (1984), профессор (1985), полковник медицинской службы. Лауреат Государственной премии СССР (1990).

## Биография
Родился 8 октября 1938 года в городе Ленинграде.
С 1955 по 1961 годы обучался на факультете подготовки врачей ВМФ Военно-медицинской академии имени С. М. Кирова. С 1961 по 1965 годы служил в воинских подразделениях Тихоокеанского флота в должности — начальника медицинского пункта. С 1965 по 1969 годы служил в Отделе медицинской службы Тихоокеанского флота в должностях — ординатора лечебного отделения, начальника лаборатории военного инфекционного госпиталя и старшего офицера по санитарно-эпидемиологическим вопросам.
С 1969 по 1972 годы обучался в адъюнктуре по кафедре микробиологии Военно-медицинской академии имени С. М. Кирова. С 1972 по 1976 годы — преподаватель, с 1976 по 1980 годы — старший преподаватель и доцент, с 1980 по 1989 годы — начальник кафедры микробиологии Военно-медицинской академии имени С. М. Кирова.
С 1989 года — заведующий кафедрой микробиологии, вирусологии и иммунологии и одновременно с 1999 года — проректор по научной работе Санкт-Петербургского государственного педиатрического медицинского университета. Одновременно с 1993 по 2013 годы — директор научно-производственного комплекса и с 2013 года — советник директора Санкт-Петербургского научно-исследовательского института вакцин и сывороток. С 2016 года — профессор по кафедре иммунобиотехнологии Санкт-Петербургского государственного химико-фармацевтического университета.
В 1972 году А. М. Королюк защитил кандидатскую диссертацию на соискание учёной степени — кандидат медицинских наук по теме: «Серологическая диагностика псевдотуберкулёза», в 1984 году — доктор медицинских наук по теме: «Иммунологическая диагностика иерсиниозов и индикация их возбудителей». В 1978 году А. М. Королюку было присвоено учёное звание — доцента, в 1985 году — профессора.
Основная педагогическая и научно-методическая деятельность А. М. Королюка была связана с вопросами в области природно-очаговых инфекций, микробиологии, иммунологии, вирусного гепатита и брюшного тифа, много лет занимался изучением микробиологии псевдотуберкулёза и кишечной иерсинии. А. М. Королюк с 1974 года являлся — членом и с 1993 по 1999 годы — председателем Санкт-Петербургского отделения Всероссийского научного общества эпидемиологов, микробиологов и паразитологов, членом Центральной УМК по микробиологии, вирусологии и иммунологии МЗ РФ, членом редакционного совета научного журнала «Микробиологии, эпидемиологии и иммунологии». С 1995 года был избран действительным членом-академиком Международной Академии наук экологии и безопасности. А. М. Королюк являлся автором более 250 научных трудов, в том числе и восьми монографий.
В 1990 году Постановлением ЦК КПСС и Совета Министров СССР «За участие в разработке и внедрение в практику новых методов диагностики, профилактики и лечения псевдотуберкулёза» Александр Михайлович Королюк был удостоен Государственной премии СССР.
Скончался 1 февраля 2025 года в возрасте 86 лет.

## Награды и премии

### Премия
- Государственная премия СССР (1990)